# Orthoflavivirus
Genre
Synonymes
- Flavivirus ICTV 1974

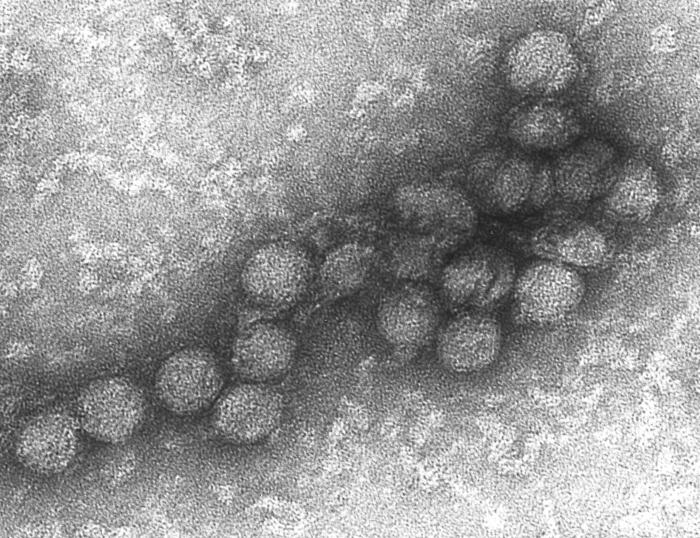
Virus du Nil occidental
au microscope électronique.

Orthoflavivirus (du latin flavus : jaune) est un genre de virus de la famille des Flaviviridae. 

## Espèces
Ce groupe comprend entre autres : 
- le virus de la dengue
- le virus de la fièvre jaune
- le virus de l'encéphalite de Saint Louis
- le virus de l'encéphalite japonaise
- le virus du Nil occidental
- le virus Zika
- le virus de l'encéphalite à tiques
- le virus de Baiyangdian, identifié en Chine en 2010, qui affecte les canards.

## Structure
Ce sont des virus à ARN positif simple brin. Ils mesurent entre 40 et 50 nm en moyenne et leur génome fait environ 10 000 paires de bases.
Leur génome code 10 protéines : 3 structurales (C, prM, E) et 7 non structurales (NS1, NS2…)

## Transmission
Ces virus sont principalement transmis par les moustiques. Ils posent des problèmes de santé publique, notamment en zone urbaine (transmission par Aedes aegypti).

## Réplication
Ils ont un cycle de réplication semblable entre eux : l'entrée dans la cellule cible se fait grâce à la protéine E qui va se lier aux récepteurs cellulaires et entraîner une endocytose. Le virus est alors embarqué dans une vésicule endosomiale. Le pH acide de cette dernière va entraîner une fusion de l'enveloppe virale et de la membrane endosomiale, relargant alors le génome dans le cytosol. Le génome ARN est alors directement traduit en une polyprotéine qui va donner les 10 protéines virales. La RNA-dependent-RNA-polymérase va alors copier le génome pour créer un brin « matrice » servant à la réplication de tous les ARN viraux. Les virions immatures formés se retrouvent dans le réticulum endoplasmique pour être liés aux proto protéines prM et E, puis vont dans l'appareil de Golgi où une furine va cliver les deux protéines pour permettre aux virions de prendre leur forme finale. Les virions matures sont alors transportés par des vésicules et passent dans le milieu extracellulaire par exocytose.

## Systématique
L'ICTV recense les 53 espèces suivantes :
- Apoi virus
- Aroa virus
- Bagaza virus
- Banzi virus
- Bouboui virus
- Bukalasa bat virus
- Cacipacore virus
- Carey Island virus
- Cowbone Ridge virus
- Dakar bat virus
- Dengue virus
- Edge Hill virus
- Entebbe bat virus
- Gadgets Gully virus
- Ilheus virus
- Israel turkey meningoencephalomyelitis virus
- Japanese encephalitis virus
- Jugra virus
- Jutiapa virus
- Kadam virus
- Kedougou virus
- Kokobera virus
- Koutango virus
- Kyasanur Forest disease virus
- Langat virus
- Louping ill virus
- Meaban virus
- Modoc virus
- Montana myotis leukoencephalitis virus
- Murray Valley encephalitis virus
- Ntaya virus
- Omsk hemorrhagic fever virus
- Phnom Penh bat virus
- Powassan virus
- Rio Bravo virus
- Royal Farm virus
- Saboya virus
- Saint Louis encephalitis virus
- Sal Vieja virus
- San Perlita virus
- Saumarez Reef virus
- Sepik virus
- Tembusu virus
- Tick-borne encephalitis virus
- Tyuleniy virus
- Uganda S virus
- Usutu virus
- Wesselsbron virus
- West Nile virus
- Yaounde virus
- Yellow fever virus
- Yokose virus
- Zika virus

## Référence biologique
- (en) ICTV : Flavivirus  (consulté le 1er février 2021)